# Greene and Greene
I fratelli Charles Summer Greene (1868 – 1957) e
Henry Mather Greene (1870 – 1954) sono stati due architetti statunitensi; i loro progetti, firmati: "Greene and Greene", si trovano per la maggior parte in California e sono per lo più abitazioni realizzate nell'americano bungalow style.

## Formazione
Charles e Henry Greene sono nati a Brighton, in Ohio a due anni di differenza; quando la loro famiglia si trasferì a St. Louis il padre iscrisse i due fratelli alla Manual Training School of Washington University. La scuola era diretta da Calvin Milton Woodward, un fautore del movimento Arts and Crafts che, insieme a una accademica, fece avere ai propri studenti un'istruzione pratica all'artigianato. Le idee di Woodward sull'educazione furono importanti per la formazione dei fratelli Greene, che abbracciarono e sarebbero diventati i più convinti architetti Arts and Crafts americani.
Charles e Henry continuarono la loro educazione al Massachusetts Institute of Technology, dove poterono seguire un corso abbreviato in architettura, dato che il MIT considerava il diploma che i giovani avevano conseguito a St. Louis come preparatorio all'università. Charles, in particolare, era insoddisfatto dell'istruzione al MIT, troppo classica e storicistica a suo parere, e si rifiutò di seguire un corso completo; nel 1890 decise inoltre di lasciare gli studi e fu a fatica convinto dal padre a continuare il proprio corso, che completò insieme al fratello nel marzo dell'anno seguente.
Nel periodo seguente i fratelli lavorarono in diversi studi architettonici, dove subirono l'influenza, attraverso i suoi successori, di Henry Hobson Richardson. Nel 1893 visitarono l'Esposizione Mondiale Colombiana di Chicago; era esposto anche il padiglione in stile tradizionale giapponese Ho-o-den, che, a quanto si dice, influenzò anche Frank Lloyd Wright; il padiglione fu probabilmente la prima opera architettonica artigianale che Charles e Henry poterono visitare dopo la loro istruzione alla Manual Training School e difatti l'arte giapponese divenne un'importantissima fonte di ispirazione per i loro progetti più maturi.

## L'attività a Pasadena

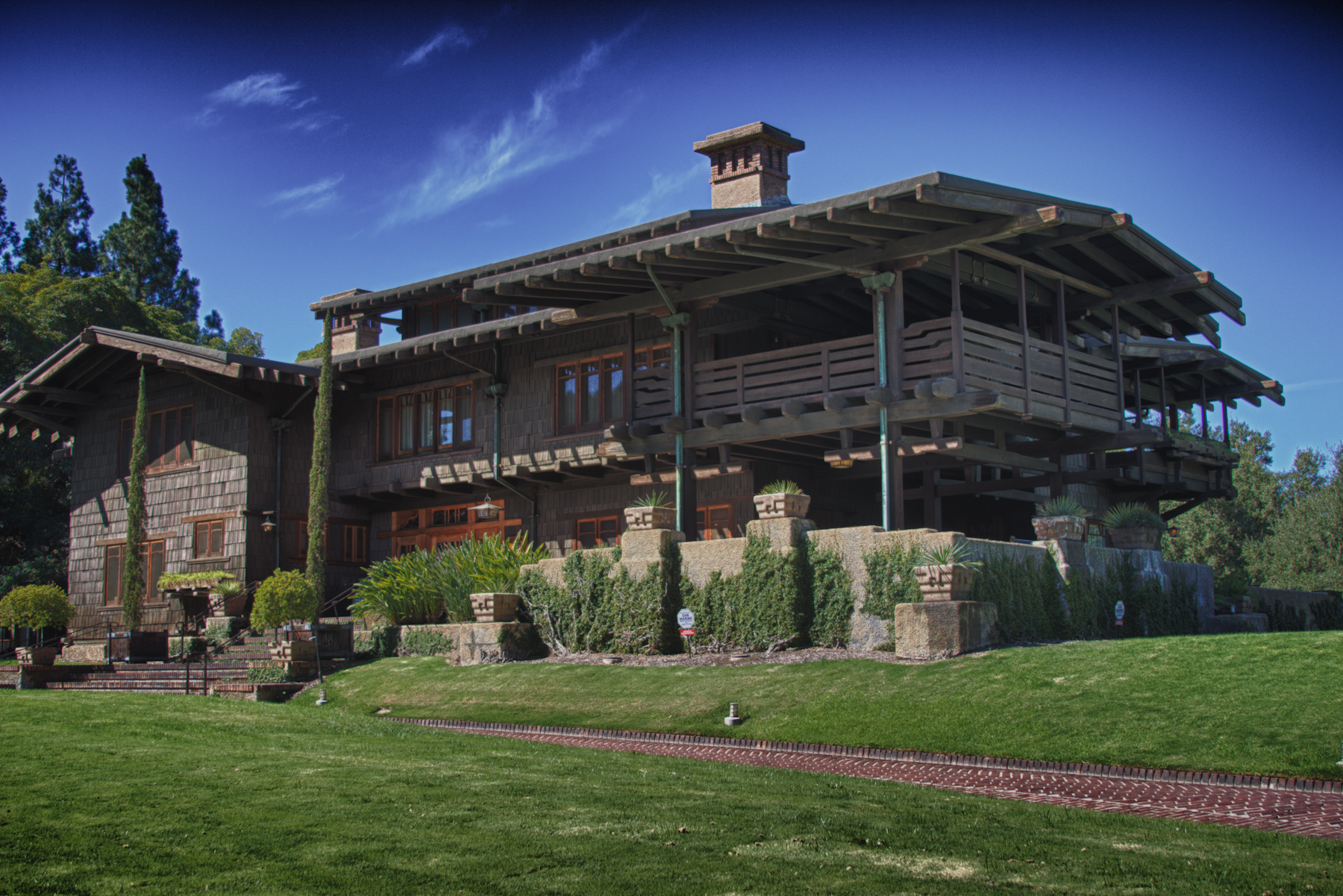
Casa Gamble

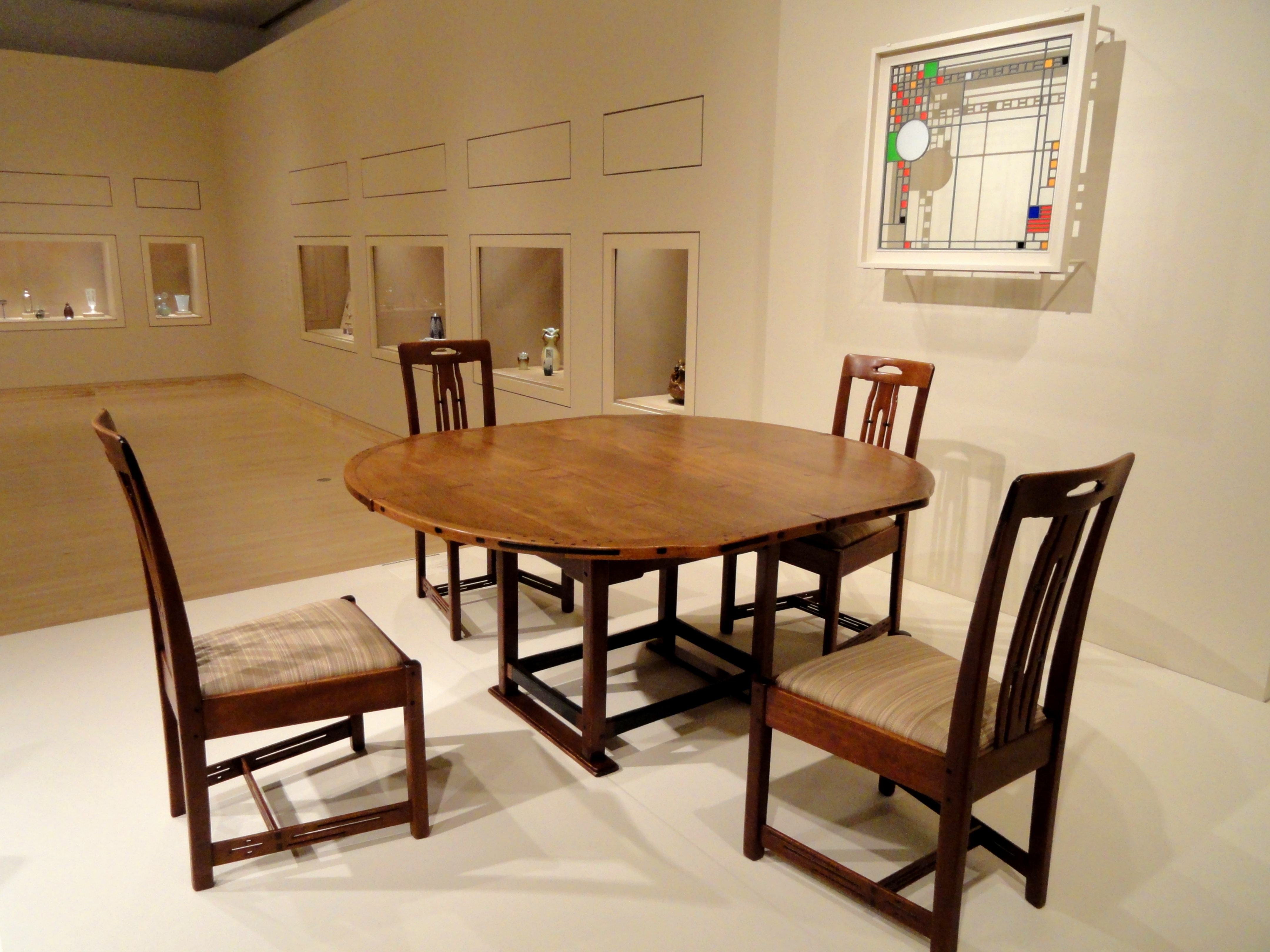
tavolo e sedie progettate dai fratelli Greene esposti all'Indianapolis Museum of Art

In seguito a una fortunata commissione, i fratelli Greene decisero di stabilirsi in California ed aprire a Pasadena il loro studio. Il loro stile subì diverse variazioni nel loro primo decennio di attività: realizzarono abitazioni in stile coloniale inglese e queen Anne, con tuttavia la tendenza a semplificare le forme dei loro progetti e a spogliarli dalle decorazioni inutili.
Dal 1901 l'Arts and Crafts conobbe negli Stati Uniti una particolare popolarità grazie al periodico The Craftman, scritto da Gustav Stickley, che pubblicizzò e diffuse i principi e l'estetica del movimento. Charles e Henry riconobbero come proprie le idee di Stickley, che considerava ottimo un lavoro artigianale supportato dall'utile aiuto delle macchine, salvo dare un peso ancora maggiore all'artigianato: i progetti dei Greene erano sempre adattati in maniera originale e dettagliata ai loro clienti e comprendevano l'arredamento realizzato artigianalmente. Charles e Henry erano entrambi architetti talentuosi, ma è dalla loro collaborazione che nacquero i loro progetti di maggiore qualità, inoltre, nel periodo delle loro migliori realizzazioni, si avvalsero della collaborazione di artigiani di altissimo livello, come i fratelli svedesi Peter e John Hall.
La commissione che diede finalmente ai due architetti la possibilità di definire in maniera originale uno stile proprio fu quella di Arturo Bandini, che arrivò nel 1903: nella casa per Bandini, i Greene rivisitarono lo stile coloniale spagnolo realizzandola tutta in legno. In questo periodo la reputazione dei due fratelli crebbe e poterono disporre di una maggiore libertà con i propri clienti: nel progetto della casa Culberston del 1902 compare per la prima volta un pergolato ispirato all'arte tradizionale giapponese, che i Greene avevano assorbito forse dal padiglione Ho-o-den, forse dalla conoscenza con John C. Bentz, un commerciante di pezzi di antiquariato orientale. Su una sintesi dell'Arts and Crafts inglese e dell'architettura tradizionale giapponese in legno i fratelli Greene fondarono lo stile che applicarono ai loro progetti più riusciti, raggiungendo l'apoteosi con casa Blacker nel 1907 e casa Gamble nel 1908, entrambe a Pasadena.

## Conclusione
Charles e Henry Greene chiusero la loro comune attività nel 1922, quando Charles decise di trasferirsi a Carmel-by-the-Sea. Henry rimase a Pasadena e entrambi continuarono a lavorare per conto proprio. I due fratelli morirono entrambi negli anni cinquanta.